# Безерка
Безерка — река в Московской и Смоленской областях России, левый приток Москвы-реки.
Исток в 4 км к западу от платформы Дровнино Белорусского направления Московской железной дороги, устье в 3 км к северу от платформы Батюшково. От истока и почти до устья по реке проходит граница двух областей.
Длина — 10 км. Равнинного типа. Питание преимущественно снеговое. Безерка замерзает в ноябре — начале декабря, вскрывается в конце марта — апреле.
Бо́льшая часть Безерки одета густыми еловыми и смешанными лесами.